# Pawieł Samkow
Pawieł Płatonowicz Samkow (ros. Павел Платонович Самков, ur. 29 czerwca 1917 w Irbicie, zm. ?) – radziecki działacz partyjny.

## Życiorys
Od grudnia 1935 do maja 1936 pracował jako kreślarz w rejonowym oddziale rolniczym w obwodzie swierdłowskim, 1936-1941 studiował w Instytucie Politechnicznym im. Kirowa, po czym został majstrem w odlewni w fabryce im. Stalina. Od 1947 należał do WKP(b), od kwietnia do września 1952 był sekretarzem biura WKP(b) warsztatu w fabryce im. Stalina, od września 1952 do października 1953 instruktorem Komitetu Obwodowego WKP(b)/KPZR w Mołotowie (Permie), a od lipca 1956 do października 1959 dyrektorem fabryki "Gidrostalkonstrukcija". Od września 1959 do sierpnia 1961 był I sekretarzem Ordżonikidzewskiego Komitetu Rejonowego KPZR, od 10 września 1961 do 12 stycznia 1967 I sekretarzem Komi-Permiackiego Komitetu Okręgowego KPZR, a od lutego 1967 do stycznia 1978 dyrektorem permskiego zakładu remontu samochodów im. Szpagina. W 1966 został odznaczony Orderem Znak Honoru, a w 1971 Orderem Czerwonego Sztandaru Pracy.